# Erik Adolf von Willebrand
Erik Adolf von Willebrand (Vaasa, 1 de febrero de 1870—Pernaja, 12 de diciembre de 1949) fue un médico internista de Finlandia, conocido en el ámbito de la hematología.
Hijo de un ingeniero de distrito en Vaasa, Willebrand calificó como médico en la Universidad de Helsinki. Obtuvo su primer grado académico en 1896, luego completó su tesis doctoral en 1899 sobre los cambios que se producen en la sangre después de una pérdida importante de sangre. Para el resto de su carrera profesional, las propiedades de la sangre y su coagulación continuaron siendo el foco de su interés. 
Willebrand fue el primero en describir el trastorno de coagulación de la sangre que más tarde fuera nombrado en su honor como la enfermedad de von Willebrand. Esta condición llamó por primera vez su interés en el caso de una niña de cinco años de edad, de Åland cuya familia tenía un amplio historial de sangrado. Analizando su historia familiar, Willebrand encontró que 23 de 66 miembros de la familia de la niña fueron afectados por esta enfermedad, y también que la enfermedad era más común entre las mujeres que entre los hombres. En 1926 publica en sueco Hereditär pseudohemofili, donde da a conocer los resultados de su descubrimiento.
En su vida personal, Willebrand fue descrito como muy modesto. También publicó dos artículos sobre el uso de aire caliente (como en el sauna) como una forma de tratamiento médico.